# STANAG 6022

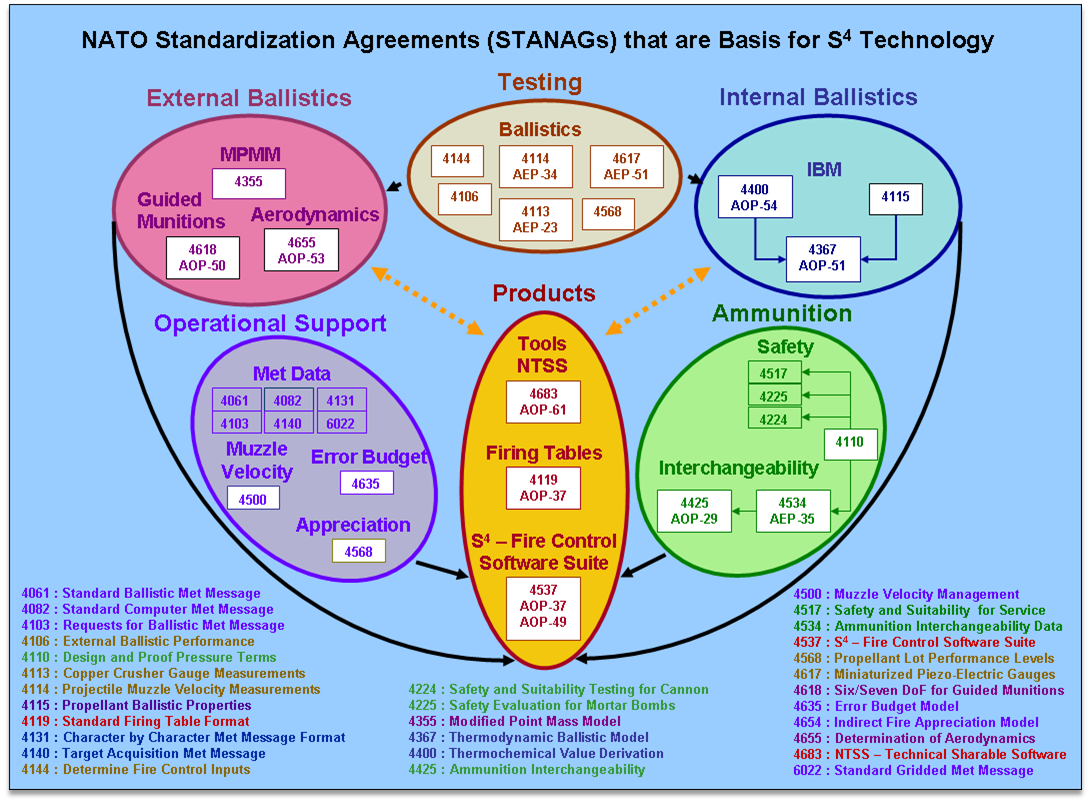
Система стандартів НАТО у сфері баллістики

STANAG 6022 — Adoption of a Standard Gridded Data Meteorological Message — стандарт НАТО для сітки метеорологічних даних, призначених для використання у системах управління вогнем артилерії, сповіщення про радіоактивну, хімічну та бактеріологічну загрози тощо. Введений стандартом формат повідомлень отримав назву METGM.
Куратором цього STANAG є панель MILMET, колишня робоча група BMWG. Скасований у травні 2019 р., оскільки на зміну прийшов STANAG 6015.

## Примтіки
1. ↑  Архівована копія. Архів оригіналу за 27 січня 2012. Процитовано 6 січня 2020.{{cite web}}:  Обслуговування CS1: Сторінки з текстом «archived copy» як значення параметру title (посилання)